# Sátiro

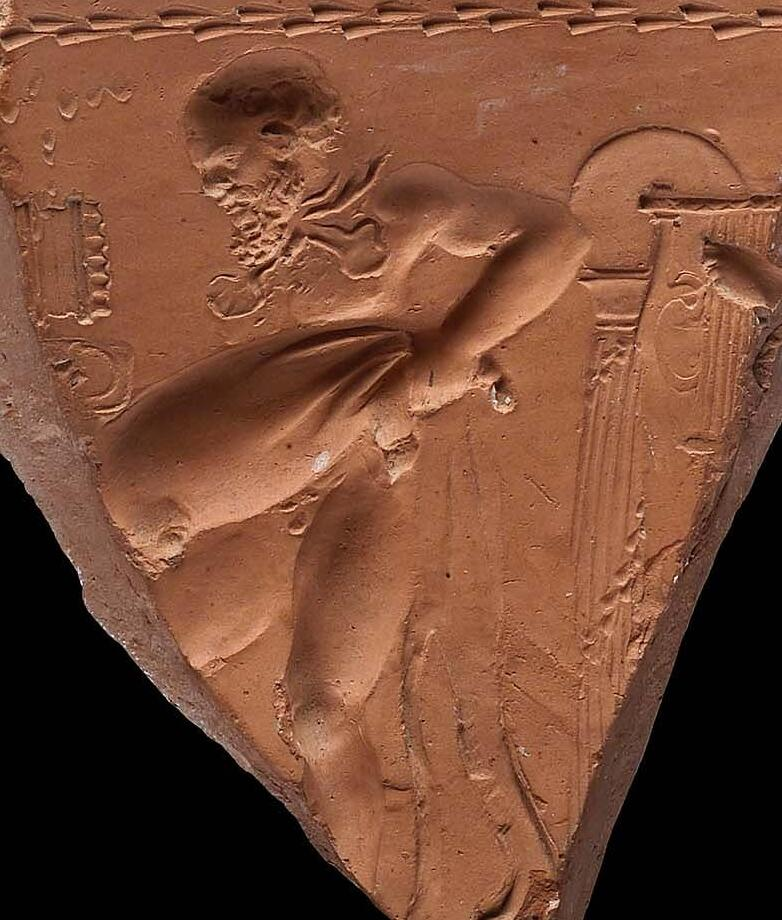
Cerámica arretina; sátiro barbudo vaciando un odre de vino, taller de M. Perenio, época romana, período de Augusto 31 a. C. – 14 d. C.

Los sátiros (en griego Σάτυροι, Satyroi) son criaturas masculinas —las satiresas son una invención posterior de los poetas— que en la mitología griega acompañaban a dioses similares, como Pan, Sileno y Dioniso, vagando por bosques y montañas.
A los sátiros, como démones o númenes del ámbito rural, se los suele asociar con el tíaso de Dioniso, y a veces son referidos con otros nombres poéticos, como silenos, títiros, panes, satiriscos o, en la poesía tardía, faunos. Dependiendo del poeta estos nombres son sinónimos de los sátiros o especies relacionadas con ellos. Los sátiros tenían rasgos de cabra o carnero (pezuñas, pelaje o cuernos), por lo que muchos antiguos creían que la palabra sátiro era idéntica a títiro, esto es, carnero.

## Mitología
Aunque no los menciona Homero, en un fragmento de Hesíodo recogido por Estrabón se dice que los sátiros son hermanos de las ninfas de las montañas y de los curetes y que son criaturas inútiles e incapaces de trabajar. Al menos los sátiros habían nacido de Hermes y de Iftime, hija de Doro. Otros los creen hijos del sonriente Sileno, o bien la estirpe nació de los tres hijos de Sileno, llamados Astreo, Marón y Leneo.
Los sátiros son criaturas alegres y pícaras, aunque su carácter desenfadado y festivo puede volverse peligroso e incluso violento. Como criaturas dionisíacas, son amantes del vino, de las mujeres y disfrutan de los placeres físicos. Los sátiros, relacionados con las ménades, forman el «cortejo dionisíaco» que acompaña al dios Dioniso.
Un sátiro innominado quiso forzar a Amimone, hija de Dánao, pero fue espantado por Poseidón. Babis, según Plutarco, era un hermano de Marsias, y también se enfrentó a Apolo, compitiendo con un aulós. Atenea, apiadado de su poco talento, consiguió que el propio Apolo fuera benévolo con él. Otro sátiro innominado fue el padre de Ámpelo, amante de Dioniso, en unión con una ninfa innominada. Ciso fue metamorfoseado en hiedra por la que lleva su nombre, por competir en una carrera contra Ámpelo.

### Catálogo de nombres
En las Dionisíacas tres «sátiros cornudos», hijos de Sileno, participaban en el tíaso de Dioniso. En otras fuentes a los hijos de Sileno se les llama silenos.

«También el anciano Sileno, empuñando la férula, se había pertrechado para la guerra, el hijo de doble naturaleza de la tierra, de bella cornamenta. Traía consigo a sus tres hijos en comitiva, pues Astreo se puso las armas, Marón llegó a continuación y Leneo les seguía hacia el tumulto de la expedición. Todos sostenían las manos de su padre, de montés errar, con un bastón, ese compañero de la vejez. Como le faltaran las fuerzas al anciano, su cuerpo entorpecido se sostenía gracias a un báculo florido de vid, pues contaba ya a su edad con muchos años, y de ellos había surgido la vivaz estirpe de los sátiros, de ambigua apariencia».

En las Dionisíacas Dioniso tenía como caudillos de su tíaso a los siguientes sátiros, hijos de Hermes:

«A estos sátiros cornudos les dirigían los siguientes caudillos: Pemenio («pastor»), Tíaso («tíaso»), Hipsícero («alta cornamenta»), Orestes («montaraz») y el cornudo Flegreo («fogoso»), secundado por Napeo («selvático»). Acudió asimismo Gemón, y el audaz Licón con sus armas, Fereo («feral»), amante de los juegos, seguía al sonriente Petreo («pedregoso»), mientras que el montés Lamis tenía como camarada de viaje a Lenobio. Escirto se ponía en el camino con Estro y junto a Ferespondo («portador de tregua») marchaba ya Lico, el sonoro heraldo, y Prónomo, admirado por su prudencia. A todos ellos había engendrado Hermes tras unirse a Iftime en oculto himeneo».

Algunos nombres de sátiros sólo figuran en vasijas, como Bábaco, Bríaco, Ditirambo, Demón, Dromis, Ecón, Hedieno («vino dulce»), Hibris («insolencia»), Hedimeles («canto dulce»), Como («festivo»), Ciso («hiedra»), Molco, Eno («vino»), Orímaco, Simo («nariz respingona»), Terpón y Tirbas («huida»). Estos nombres recuerdan a las ninfas Nisíades (cf.).

## Arte

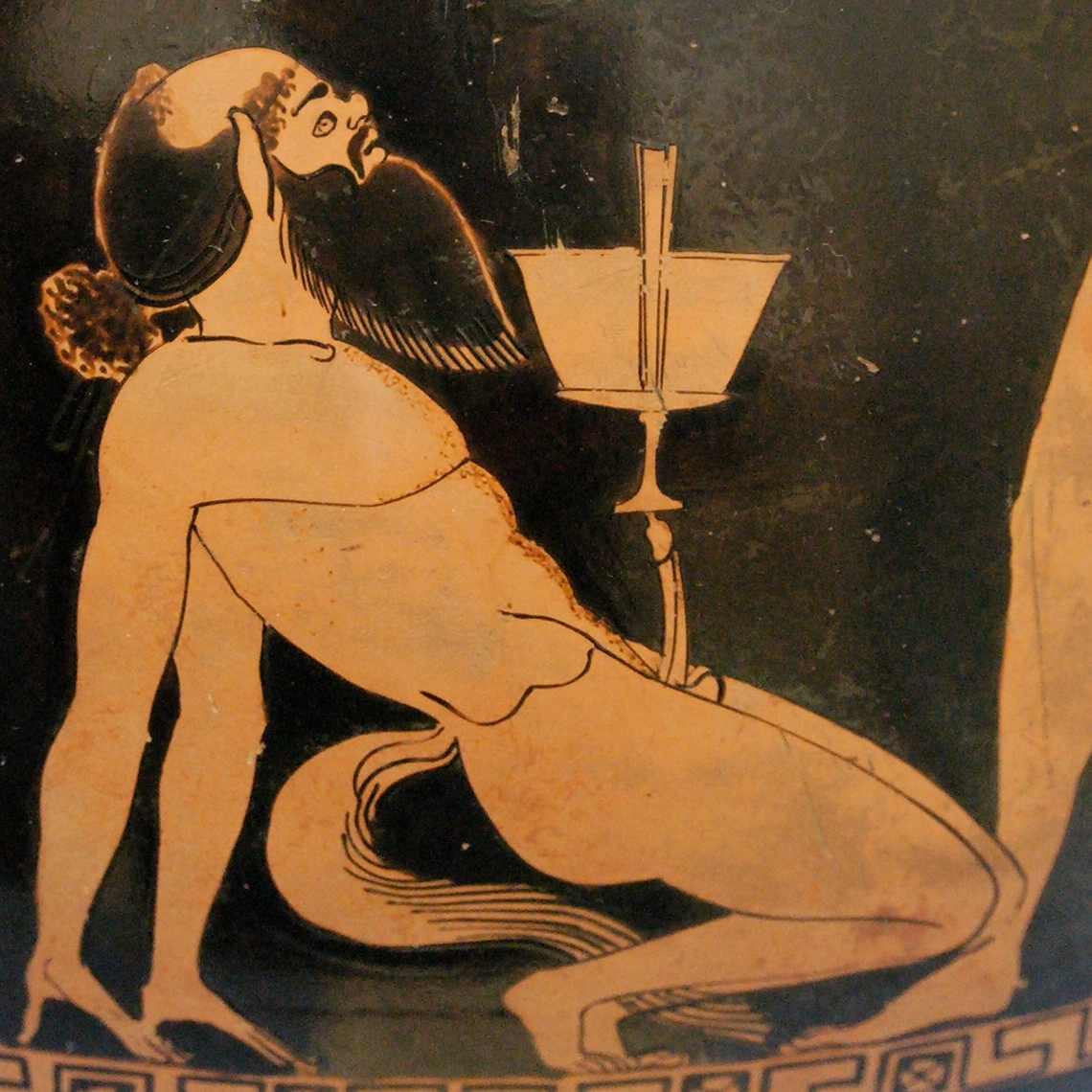
Un sátiro calvo y barbudo con cola de caballo juega con una copa equilibrada en su pene erecto en un vaso ático de figuras rojas, en torno a 500-490 a. C.

En las representaciones de los integrantes del séquito de Dioniso a menudo resulta difícil distinguir entre sátiros, silenos, faunos y panes, de tal forma que a veces se usan estos términos como sinónimos.
La forma más común de representación de un sátiro es la de una criatura desnuda grotesca medio humana pero con patas y orejas de macho cabrío o de caballo, cuernos de macho cabrío, cola de caballo, nariz chata y frecuentemente itifálicos.
A veces se los representa como graciosos jóvenes: el sátiro en reposo, atribuido a Praxíteles, es el mejor ejemplo. En las representaciones más antiguas no se distinguen de los silenos pero a partir del periodo helenístico a Sileno se le representa más viejo y gordo que a los sátiros.
Entre sus atributos, aparecen a menudo con un tirso en la mano, a veces con una corona vegetal, en actitud de bailar con las ninfas, a las que a menudo persiguen. Bailan al son de aulos, siringas, címbalos, castañuela y tímpanos. Tienen un baile especial llamado sikinnis.
Debido a su gusto por el vino, a menudo aparecen embriagados o sosteniendo copas.

### Arte griego

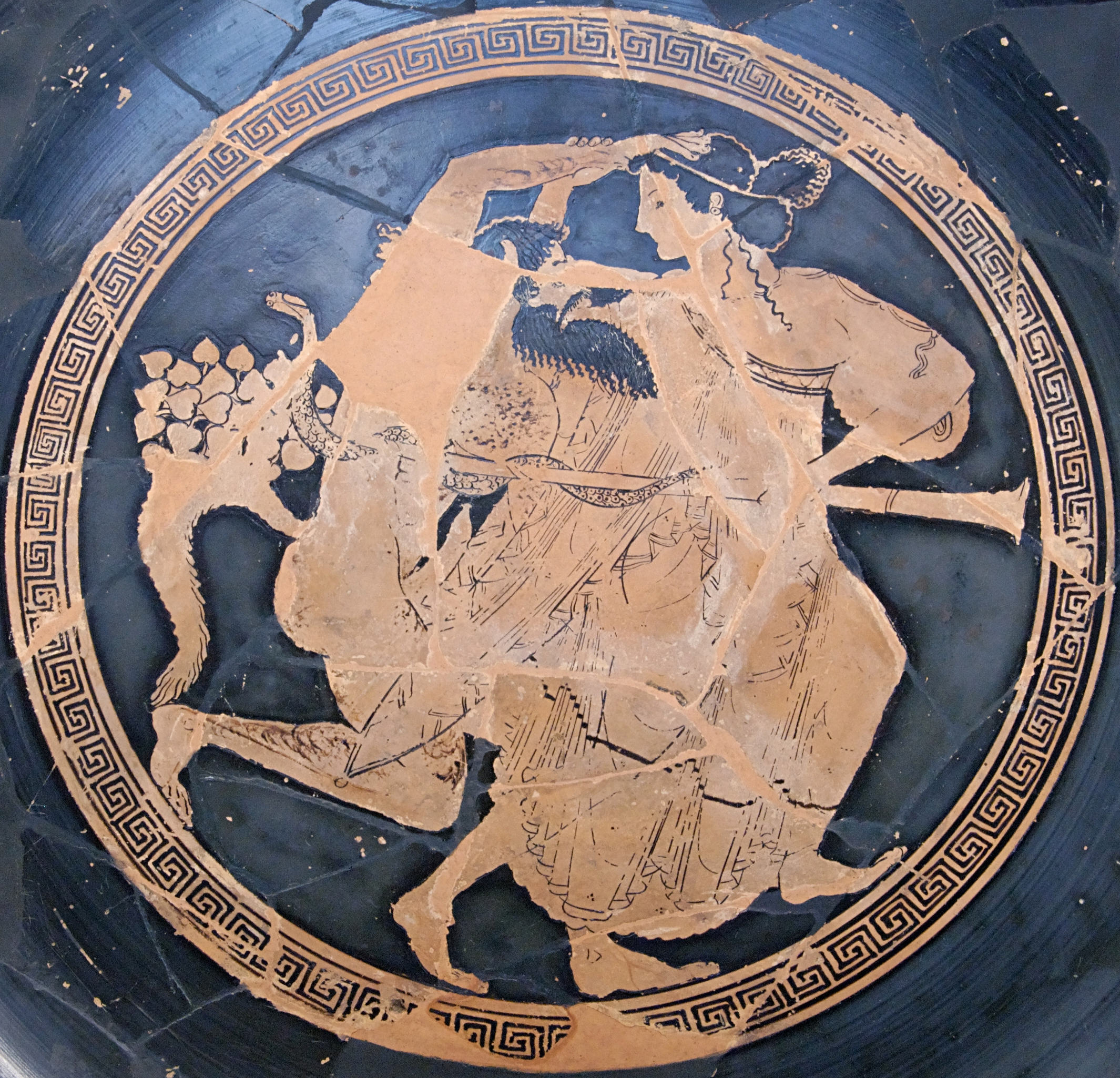
Sátiro y ménade en una vasija en torno al 500 a. C., en el museo del Louvre, París.

En el arte griego arcaico, los sátiros aparecen como criaturas con barba y feas, pero en un período posterior su fealdad es suavizada con un aspecto más grácil y juvenil. En este periodo posterior aparecen también algunas satiresas.
Esta transformación o humanización del sátiro aparece a partir del siglo IV a. C. Las representaciones compasivas y humanizadas del sátiro por Praxíteles (Sátiro en reposo y Sátiro escanciador) son ejemplos de esta evolución.

### Arte romano

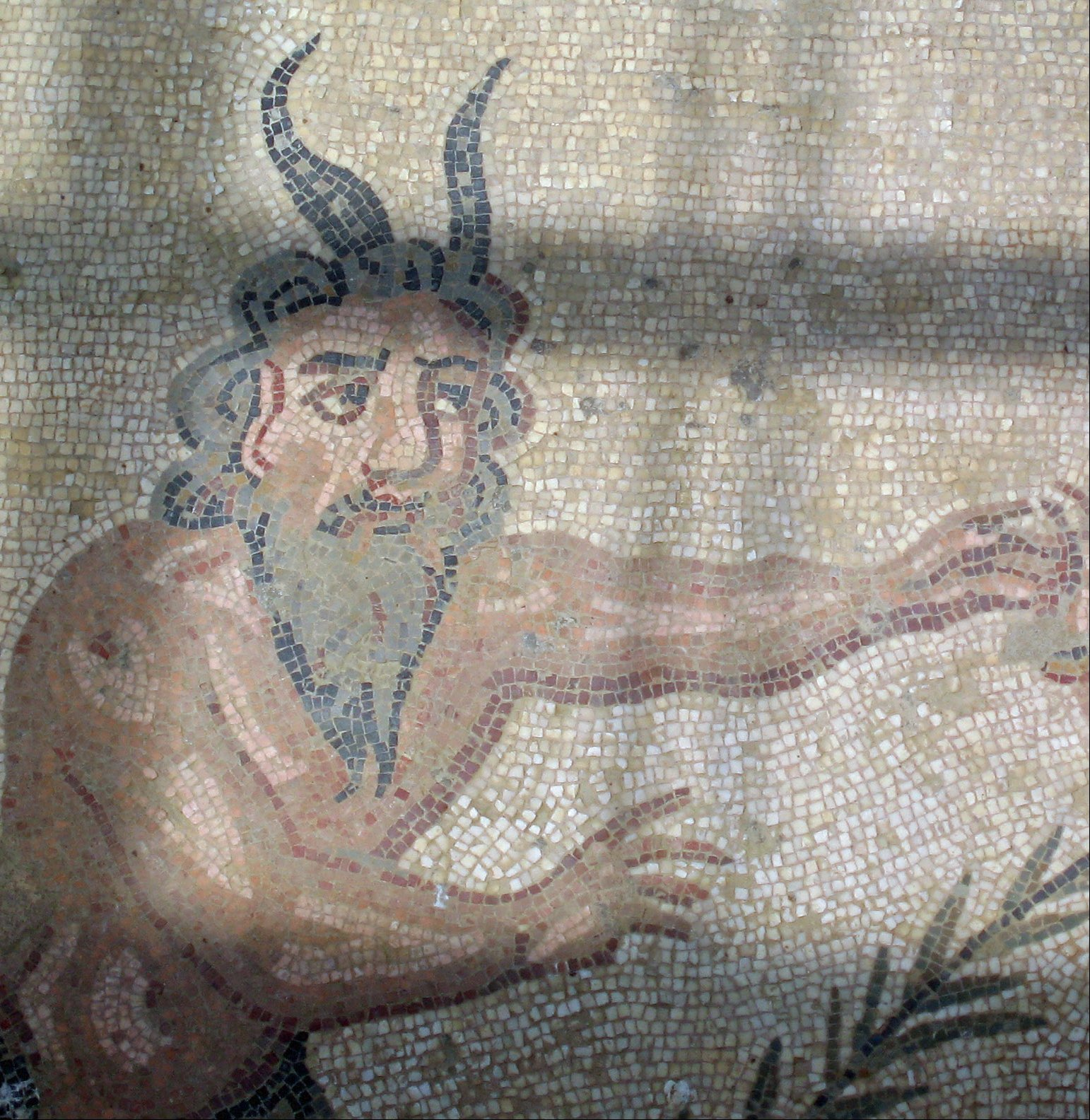
Un sátiro en un mosaico en Villa Romana del Casale, un yacimiento arqueológico situado cerca de Piazza Armerina en Sicilia, Italia.

Los romanos adoraban al dios Fauno como un señor de los pastores y los bosques y se asimiló al dios griego Pan. Como Pan era representado con cuernos y patas de cabra, su representación a menudo se confunde con la de los sátiros. Además, a Fauno, que era una figura difusa, se le disgregó en una serie de faunos. Por otra parte, también existía Fauna —consorte de Fauno—, que se representaba con la forma de satiresa. En definitiva, en el arte romano es difícil de distinguir a los sátiros de los faunos y de los panes.

### Edad Media
En la Edad Media el aspecto del sátiro como una criatura con patas y cuernos de cabra fue asumido por el diablo. Por otra parte, en esta época también se usó la imagen del sátiro como una alternativa al centauro en la representación del signo zodiacal de Sagitario.

### Renacimiento
En el Renacimiento, siguieron apareciendo sátiros como híbridos de humano y cabra, pero se suavizó su aspecto negativo, volvieron a ser símbolos de la naturaleza salvaje y se mezcló su carácter erótico con su faceta festiva. En algunos casos, sin embargo, se mantuvo la relación de los sátiros con los pecados.

### Sátiros infantiles

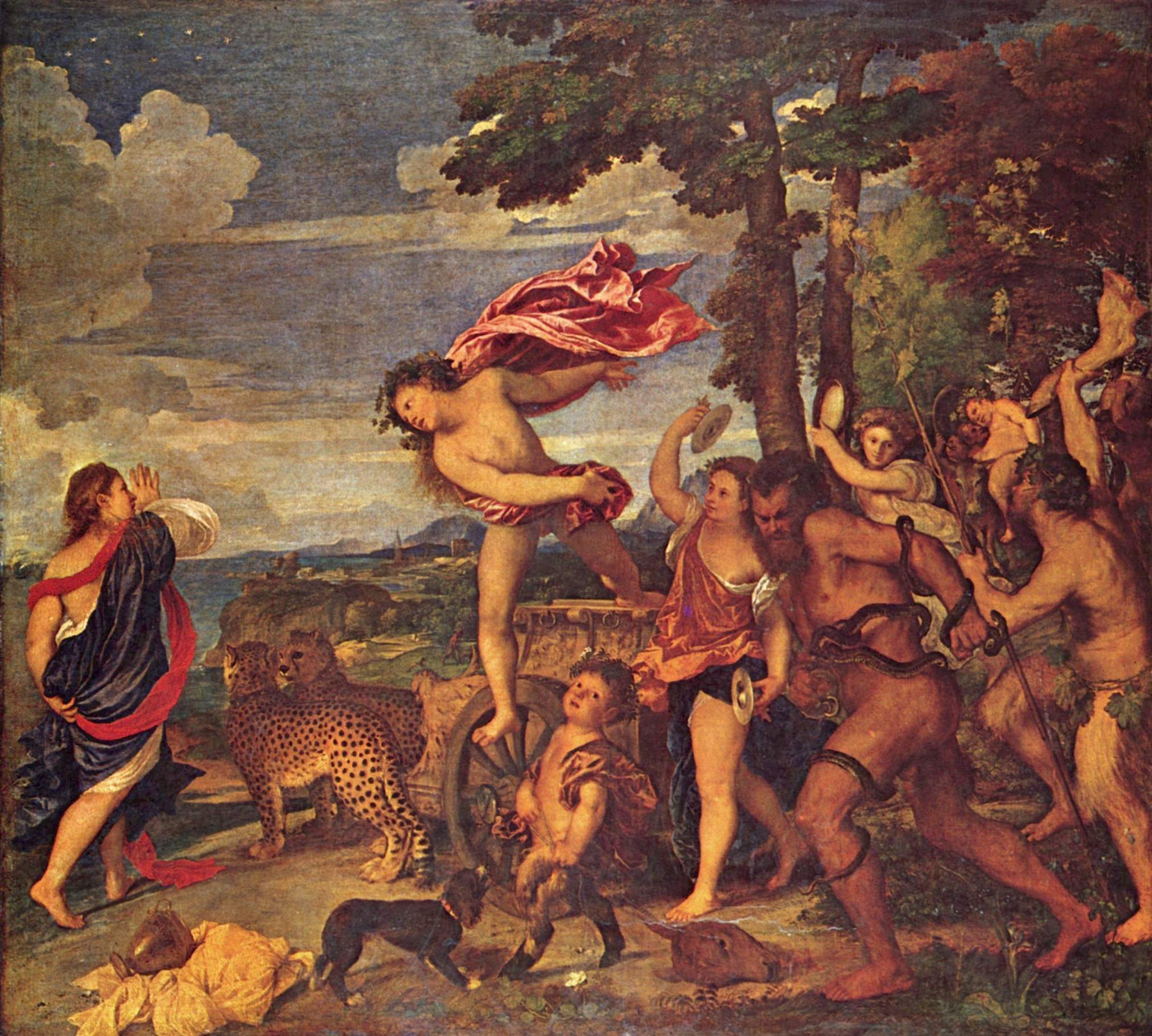
Un niño sátiro (centro) aparece en la pintura de Tiziano Baco y Ariadna (c. 1520-1523).

Los sátiros infantiles o niños sátiros son representaciones mitológicas derivadas de los sátiros, que aparecen en el folclore popular, obras de arte clásicas, películas y distintas formas de arte.
Algunas obras clásicas muestran a sátiros infantiles cuidados por sátiros adultos, y en otras representaciones aparecen participando en bacanales y rituales dionisíacos (bebiendo alcohol, tocando instrumentos musicales y bailando).

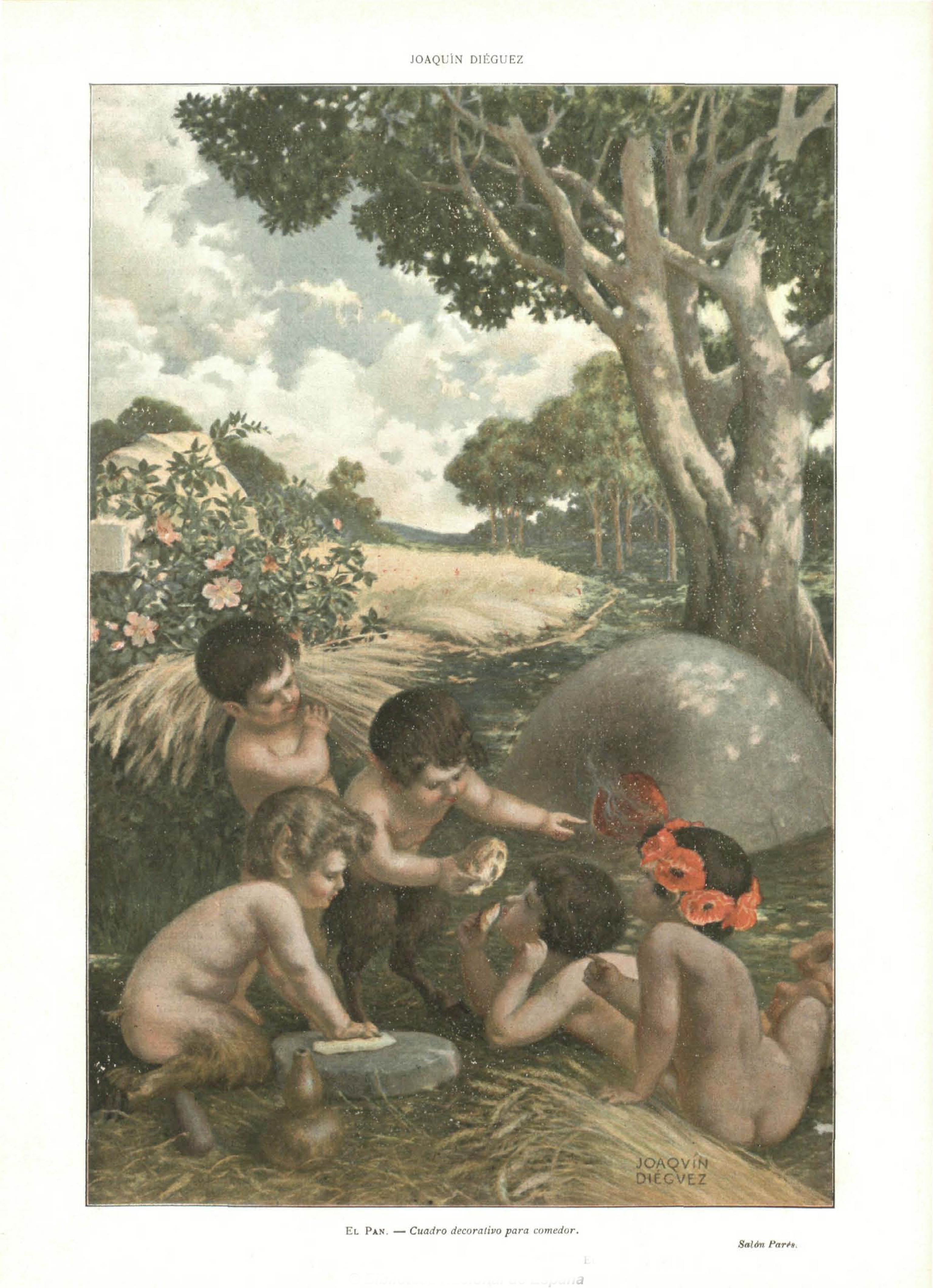
«Pan» de Joaquín Diéguez

La presencia de los sátiros infantiles en el arte clásico, como la antigua cerámica griega es simplemente una elección estética por parte del artista. Sin embargo, el papel de los niños en el arte clásico podría indicar un simbolismo más profundo para los sátiros infantiles: Eros, el hijo de Afrodita, es representado habitualmente con la forma de un niño o bebé, y Dioniso, el líder divino de los sátiros es representado en numerosas obras como un bebé, a menudo en compañía de los sátiros. Una representación de sátiros infantiles más allá de la antigua Grecia es el grabado de Alberto Durero "músico sátiro y ninfa con bebé", también conocido como "La familia del sátiro". También hay una representación victoriana que muestra a un bebé sátiro sentado al lado de un barril. 
También hay muchas obras del período rococó que muestran a niños sátiros participando en celebraciones dionisíacas. Algunas muestran a mujeres sátiro con sus hijos; otras muestran a los niños participando directamente en las bacanales. En la pintura de Jean Raoux (1677-1735) "Mademoiselle Prévost como Bacante", aparece un niño sátiro tocando un tambor, mientras la Sra. Prévost, una bailarina de la ópera, baila en medio de una fiesta en honor de Baco.

## La sátira como forma literaria
En los festivales teatrales de la antigua Atenas, a cada grupo de tragedias le seguía una especie de drama burlesco que relataba leyendas de dioses y héroes, en la que el coro estaba formado por sátiros y silenos. Estas obras se denominan dramas satíricos. Se ha conservado completo solamente uno del siglo V. a. C., El Cíclope de Eurípides. También se ha conservado un papiro con un fragmento extenso de un drama satírico de Sófocles, titulado Persiguiendo sátiros, que se encontró en la antigua colonia griega de Oxirrinco, en Egipto, en 1907.
La sátira romana es una forma literaria que consiste en un ensayo poético utilizado para atacar o burlarse de personas o elementos sociales. Aunque la sátira romana en ocasiones ha sido vinculada con las obras satíricas griegas o romanas, se trata de dos géneros independientes, conectados por la naturaleza subversiva atribuida a los sátiros, como fuerzas opuestas al orden, el decoro y la propia civilización.

## Relación con otras mitologías
Bien por influencia externa o por desarrollo propio, otras mitologías también muestran personajes o criaturas con carácter similar a los sátiros griegos y romanos, espíritus de los bosques y de la naturaleza, como los leszi o lisovik del folclore eslavo o los busgosus de los bosques del noroeste de la península ibérica o los basajaun vascos. Estas y otras criaturas muestran rasgos muy similares con los sátiros, ya sea su carácter alegre, festivo y desenfadado, su promiscuidad sexual o su gusto por el vino.
En la mitología hebrea existen los sh'lrlm ("peludos"), una especie de demonio o ser sobrenatural que habita en los desiertos, y a los que se alude en el Levítico como receptores de sacrificios, y posiblemente relacionados con la simbología del chivo expiatorio. En la Biblia estos seres son traducidos como diablos, aunque en la traducción inglesa del Rey Jaime se les atribuye el término "satyr" (sátiro). En la mitología árabe y musulmana estos seres son conocidos como azzab al-akaba (demonios peludos de los pasos de montaña).

## Sátiros y orangutanes
En el siglo XVII, las leyendas de los sátiros se asociaron con las historias del orangután, un gran simio que habitaba Insulindia. Muchas de las historias locales describían a los machos de esta especie como seres sexualmente agresivos con las hembras de su especie y con las mujeres. En aquella época en occidente algunos eruditos consideraron que estas leyendas se referían a la presencia de sátiros en la zona. De hecho, el primer nombre científico que se le dio a este simio fue el de Simia satyrus.

## El sátiro en la jerga popular
Derivado de su significado mitológico, en el lenguaje popular se utiliza el término sátiro para denominar a un hombre dominado por el apetito sexual que se esfuerza en perseguir mujeres en contra de lo que ellas deseen. Las antiguas clasificaciones de las enfermedades sexuales denominaban satiromanía (en el varón) y ninfomanía (en la mujer) a lo que ahora se denomina hipersexualidad.